# 花～人心皆向花～
《花～人心皆向花～》（日语：花〜すべての人の心に花を〜）是日本冲绳县琉球族歌手、和平活动家、政治家、作词家、作曲家喜纳昌吉的一首歌曲。該歌曲收錄於1980年喜納昌吉 & Champloose推出的第二章专辑《Blood Line》。該歌曲由喜纳友子（喜纳昌吉前妻）主唱。後為日本電影《山丹之塔》（又名《姬百合之塔》）的主題曲。該電影以日本軍隊（包括沖繩縣被逼和自願參軍的琉球人）在1945年沖繩島戰役抵抗美国的歷史為題材。
此曲被翻唱為周華健 《花心》（中文版），馬浚偉《幸運就是遇到你》（廣東版），以及台灣佛教人士也將之改編為《佛的心佛的淚》。

## 脚注
1. ↑  佛的心佛的淚